# Phyllanthus calycinus
Phyllanthus calycinus là một loài thực vật có hoa trong họ Diệp hạ châu. Loài này được Labill. miêu tả khoa học đầu tiên năm 1806.